# Ichneumon oblatorius
Ichneumon oblatorius är en stekelart som beskrevs av Rossi 1792. Ichneumon oblatorius ingår i släktet Ichneumon och familjen brokparasitsteklar. Inga underarter finns listade i Catalogue of Life.